# Buchen-Schleimrübling
Der Buchen- oder Beringte Schleimrübling (Mucidula mucida, syn. Oudemansiella mucida) ist eine Pilzart aus der Familie Physalacriaceae.

## Merkmale

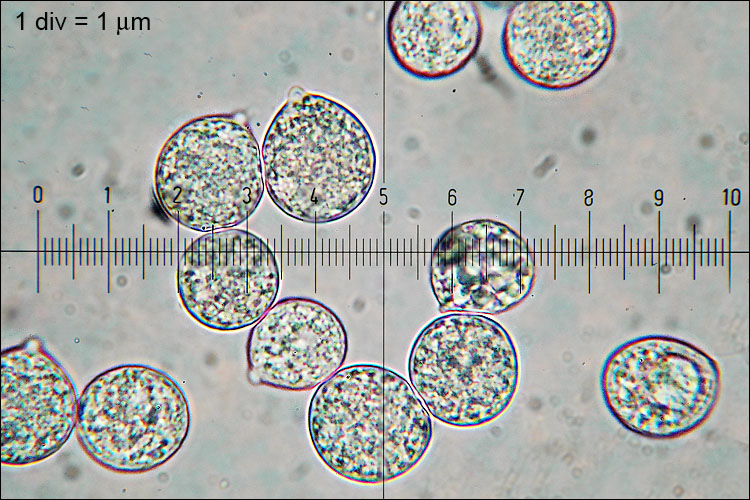
Sporen des Buchen-Schleimrüblings im Lichtmikroskop

### Makroskopische Merkmale
Die Fruchtkörper stehen meist büschelig. Der Hut ist 2–10 cm breit, anfangs gewölbt, später flacher ausgebreitet, jung blassgrau, dann eher weißlich mit leicht ockerfarbenen Anflug in der Mitte, etwas durchscheinend, schleimig. Die Lamellen sind breit und entferntstehend. Das reichlich abgegebene Sporenpulver bedeckt häufig die Umgebung der Fruchtkörper. Der 30–100 mm lange und 3–10 mm dicke Stiel ist oberhalb des gerieften Ringes weißstreifig, unterhalb etwas schuppig. Der Buchen-Schleimrübling hat dünnes, weißes Fleisch.

### Mikroskopische Merkmale
Die Sporen sind weiß und annähernd kugelig und messen 13–18 × 12–15 µm. Die Huthaut besteht aus keulenförmigen, aufrechten, dichtgepackten Zellen.

## Ökologie und Verbreitung

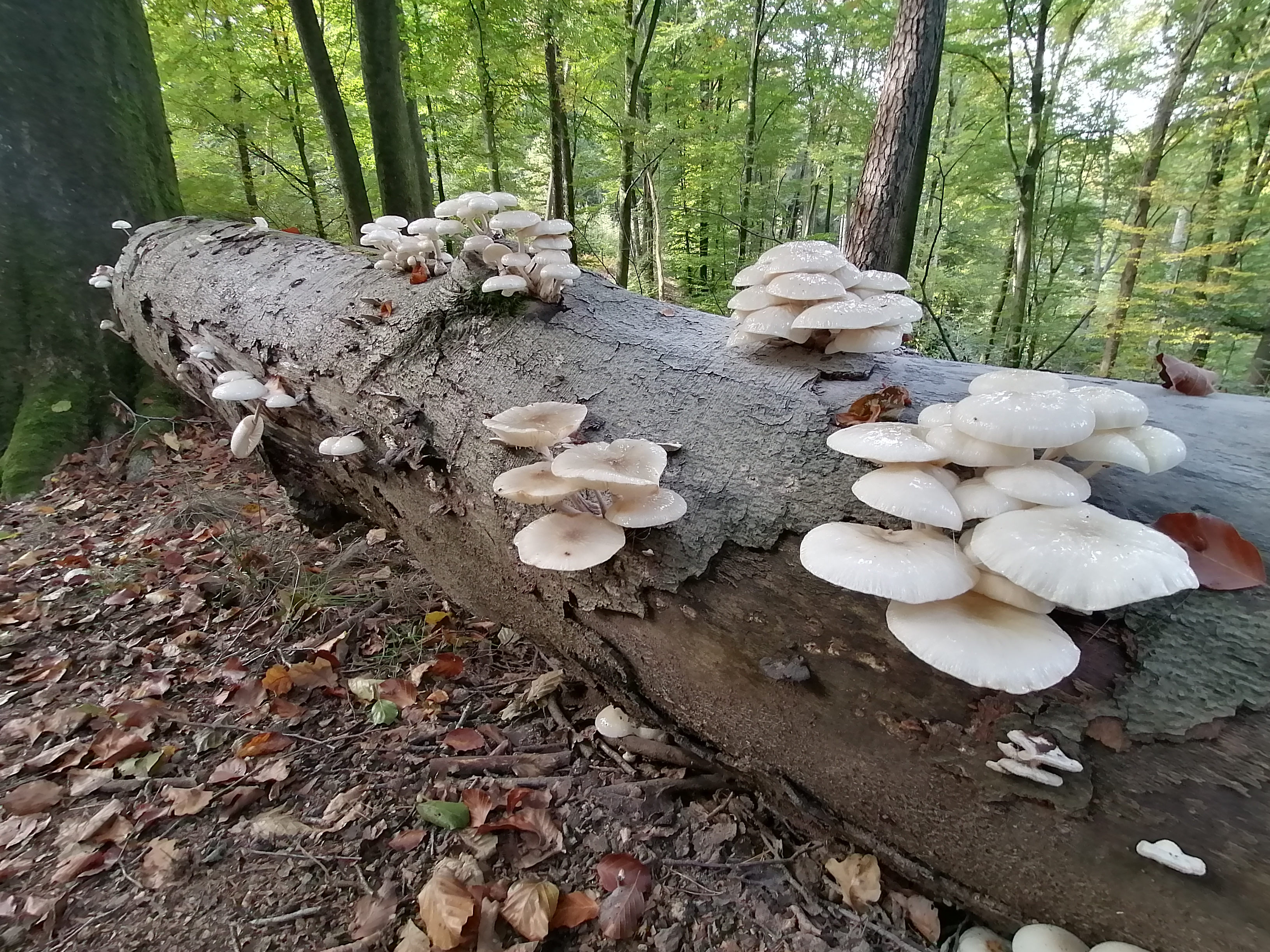
Fruchtkörper auf Buchen-Totholz im Bergischen Land

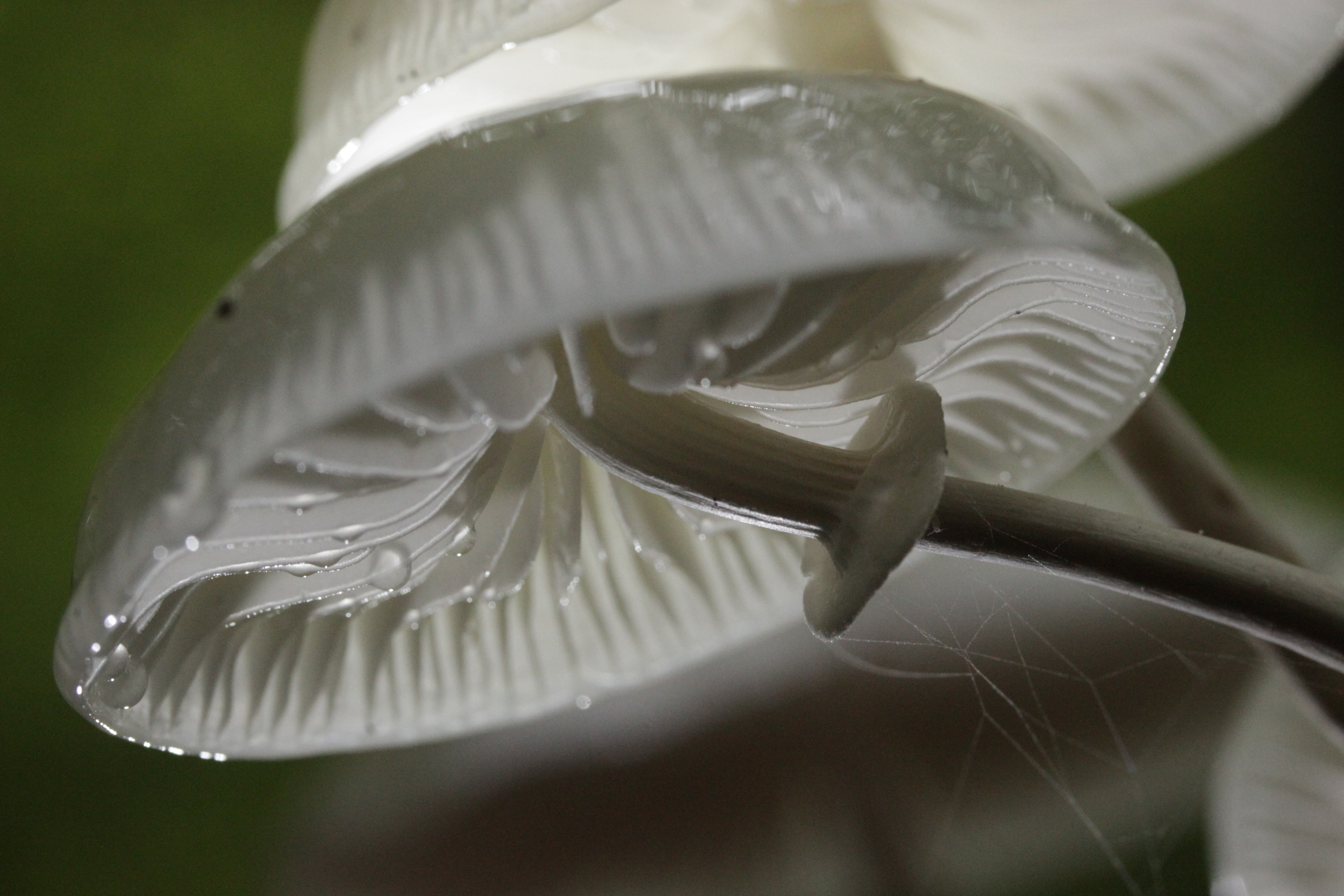
Der Hut der Art ist schleimig und durchscheinend.

Der Buchen-Schleimrübling wächst saprobiontisch oder parasitisch auf Ästen oder Stämmen der Rotbuche, seltener an anderen Laubbäumen, sehr selten an Fichten, er kommt vor allem im Bergland vor. Seine Fruchtkörper erscheinen in Mitteleuropa von Juli bis Oktober. Die Art ist in Europa und Asien verbreitet, besonders im Areal der Buchen in der ozeanisch beeinflussten, gemäßigten Zone.

## Bedeutung
Der Buchen-Schleimrübling ist nach gründlichem Waschen essbar, gilt aber nicht als wertvoller Speisepilz. Aus seinem Myzel wurde ein Antimykotikum gewonnen, das Strobilurin A, auch bekannt unter dem Trivialnamen Mucidin, das fungizide Wirkung besitzt und zur Behandlung von Dermatomykosen eingesetzt werden kann. Aufgrund seiner auffälligen Gestalt ist er unverwechselbar.